# Paranassulidae
Famille
Synonymes
- Enneameronidae
- Gullmarellidae[1]

Les Paranassulidae sont une famille de Ciliés de la classe des Nassophorea et de l’ordre des Nassulida.

## Étymologie
Le nom de la famille vient du genre type Paranassula, dérivé du grec ancien παρα  / para , « à côté de, presque », et nassula, par allusion au genre Nassula, autre cilié et genre type de la famille des Nassulidae, en raison de la ressemblance de ces deux genres.

## Description
Les Paranassulidae ont une taille, moyenne, généralement > 100 μm de long. Leur forme est ovoïde à allongé-ovoïde. Ils nagent librement dans leur milieu de vie. Leur ciliation somatique est holotriche (c. à d. uniforme). Leur région orale se situe dans le quart antérieur de la cellule avec des structures orales sous forme de 3 à 4 polykinétides à gauche du cytostome dans une fosse buccale peu profonde. Leur cyrtos est bien visible. Leur macronoyau est ellipsoïde à rubané. Un micronoyau est présent. La vacuole contractile se situe sur la surface dorsale.

## Distribution
Les Paranassulidae vivent dans des habitats marins. Leur répartition est mondiale.

## Liste des genres
Selon GBIF (23 juillet 2023) :
- Chilodina Šrámek-Hušek, 1957
- Enneameron Jankowski, 1964
- Paranassula Kahl, 1931 genre type
  - Espèce type : Paranassula microstoma (Claparède & Lachmann, 1859) Kahl, 1931
  - Basionyme : Paramecium microstomum Claparede & Lachmann 1859

Selon Lynn (2008) :
- Enneameron Jankowski, 1964 (Synonyme : Nassulopsis)
- Paranassula Kahl, 1931

Incertae sedis dans la famille des Paranassulidae
 Gullmarella Fenchel, 1964

## Systématique
Le nom valide de ce taxon est Paranassulidae Fauré-Fremiet, 1962.